# Saphenophis
Saphenophis – rodzaj węży z podrodziny Dipsadinae w rodzinie połozowatych (Colubridae).

## Zasięg występowania
Rodzaj obejmuje gatunki występujące w Ekwadorze i Kolumbii. 

## Systematyka

### Etymologia
Saphenophis: gr. σαφηνης saphēnēs „pewny, wiadomy”; οφις ophis, οφεως opheōs „wąż”.

### Podział systematyczny
Do rodzaju należą następujące gatunki:
- Saphenophis antioquiensis (Dunn, 1943)
- Saphenophis atahuallpae (Steindachner, 1901)
- Saphenophis boursieri (Jan, 1867)
- Saphenophis sneiderni Myers(inne języki), 1973
- Saphenophis tristriatus (Rendahl(inne języki) & Vestergren, 1941)